# Travis Mulhauser
Œuvres principales
- Sweetgirl

Travis Mulhauser, né en 1976 dans le Michigan, est un écrivain américain.

## Œuvres

### Roman
- Sweetgirl, Autrement, 2016 ((en) Sweetgirl, 2016) Réédition, Paris, J'ai lu no 11949, 2018  (ISBN 2-290-15993-X)

### Recueil de nouvelles
- (en) Greetings from Cutler County, 2005